# Cerro Las Minas
La cerro Las Minas est une montagne du Honduras et le point culminant du pays. Elle se situe à une altitude de 2 870 mètres. Le parc national Celaque (en) englobe la zone.